# Mallota mystacia
Mallota mystacia är en tvåvingeart som beskrevs av Fluke 1939. Mallota mystacia ingår i släktet hålblomflugor, och familjen blomflugor.
Artens utbredningsområde är Panama. Inga underarter finns listade i Catalogue of Life.